# Velký vezír

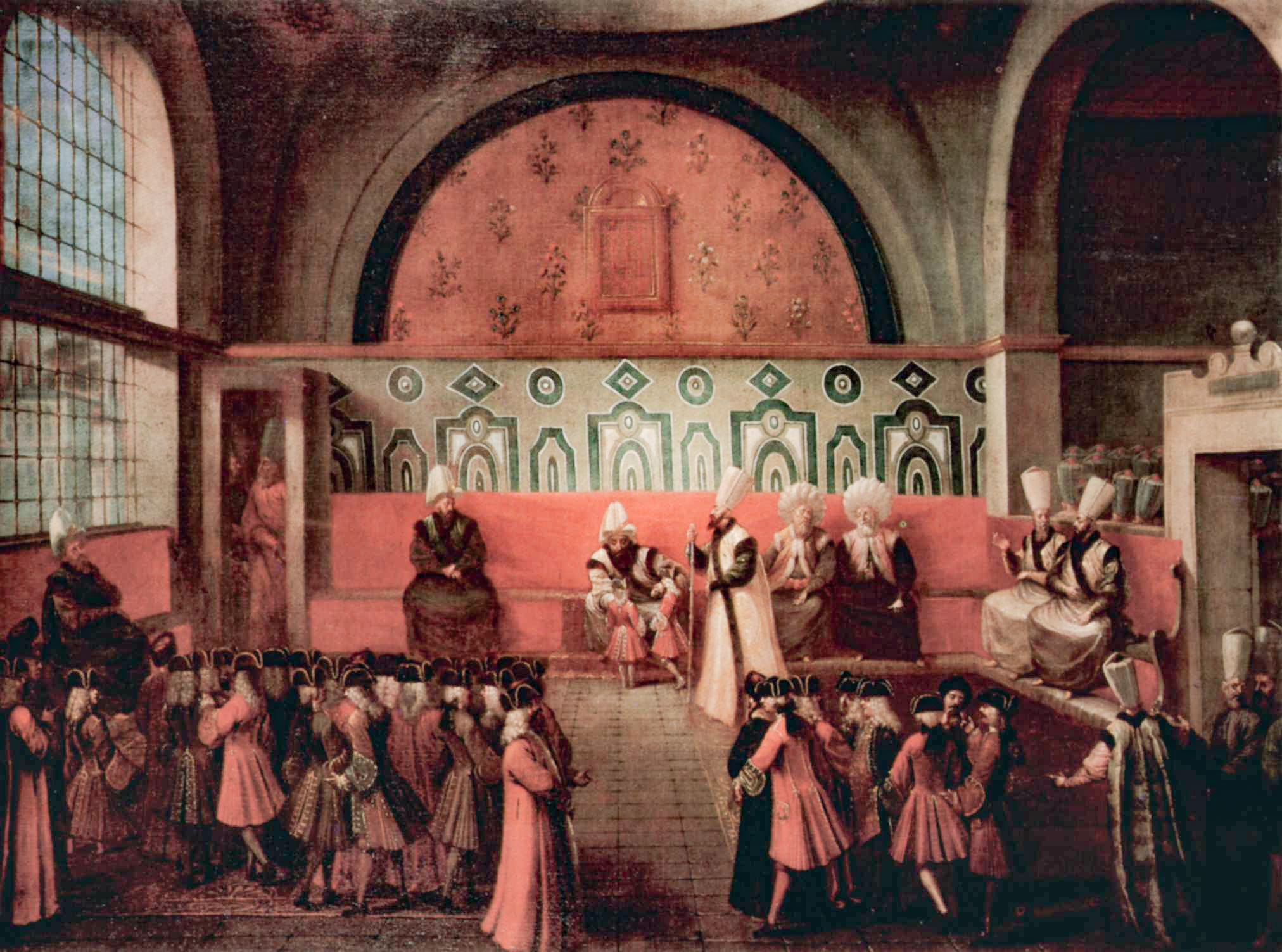
Audience u osmanského velkovezíra Ibrahima paši 10. října 1724

Velký vezír či velkovezír (osmanskoturecky صدر اعظم, turecky Sadrazam, nebo  Vezir-i Azam) bylo označení nejvyššího ministra sultána, vybaveného plnou pravomocí k jednání jménem sultána a odvolatelného zásadně pouze sultánem. V Osmanské říši držel říšskou pečeť a svolával ostatní vezíry k jednání v paláci Topkapi.
Titul velkého vezíra byl poprvé použit v Chalífátu za Abbásovské dynastie. Později byl používán v Osmanské říši, Mughalské říši, Sokotském sultanátu, Safíovské říši a Maroku. 
V době vlády některých laxních sultánů velký vezír vládl prakticky neomezeně sám. Za jednoho z významných velkovezírů je považován Mehmed Paša Sokolović, který vládl postupně za tři sultány. V Evropě se zmiňuje také osmanský velkovezír albánského původu Kara Mustafa, který vedl v roce 1683 osmanská vojska na Vídeň, kde byl nakonec v rozhodující bitvě poražen.
Jeho úřad se nazýval Vysoká porta. Úřad velkovezíra se vyskytoval též v Mughalské říši.